# トランスナミブ

トランスナミブの路線図

トランスナミブ（Trans Namib）は、ナミビアの国有鉄道である。鉄道事業のみならず、バス事業や旅行業も行っている。本社は首都のウィントフックにある。
ナミビアにおける最初の鉄道は、1895年にダマラランド・グアノ会社によって建設された。その後、ドイツ領南西アフリカ政府が国有鉄道を建設し始め、海港のスワコプムントとウィントフックを結ぶ383kmの鉄道路線が1902年6月19日に完成した。第一次世界大戦後は、南アフリカがこの地の鉄道整備と南アフリカ本土への連絡線建設を行った。ナミビア独立後は、トランスナミブがナミビア全土の国有鉄道路線を管理することとなった。
トランスナミブの鉄道は、1995年には全長2,883kmに及んでいた。軌間は1,067mmの狭軌である。旅客列車も何便か運行され、とくにスワコプムントとウィントフック間には「デザートトレイン」という観光客用の列車も運行されている。

## 路線と主要駅
- ウォルビスベイ-ウィントフック線
  - ウィントフック
  - オカハンジャ
  - カリビブ（ツメブへの支線分岐）
  - ウサコス
  - スワコプムント
  - ウォルビスベイ

- ツメブ-カリビブ線
  - カリビブ
  - オチワロンゴ
  - オタヴィ
  - ツメブ

- アピントン-ウィントフック線
  - ウィントフック
  - マリエンタル
  - ケートマンスフープ
  - カラスブルグ
  - アピントン（南アフリカ）

- ゴバビス-ウィントフック線
  - ウィントフック
  - ゴバビス